# George Penny (1er vicomte Marchwood)
Pour les articles homonymes, voir Penny.
Frederick George Penny (10 mars 1876 - 1er janvier 1955) est un homme politique du Parti conservateur britannique.

## Biographie
Il est le deuxième fils de Frederick James Penny, de Bitterne, Hampshire, et fait ses études à King Edward VI Grammar School, Southampton.
Penny est associé principal de Fraser & Co., courtiers gouvernementaux à Singapour, et anciennement directeur général de Eastern Smelting Co. Ltd, à Penang. Il représente le gouvernement des États malais fédérés dans les négociations avec le gouvernement des Indes néerlandaises à Bandoeng, Java, concernant la liquidation des stocks d'étain de guerre (1914-1918). Il siège en tant que député de Kingston-upon-Thames de 1922 à 1937 et est secrétaire privé parlementaire du Secrétaire financier au ministère de la Guerre en 1923, et whip conservateur de 1926 à 1937, avec le titre de Lord Commissaire au Trésor de 1928 à 1929 et en 1931, de vice-chambellan de la maison de 1931 à 1932, de contrôleur de la maison de 1932 à 1935 et de trésorier de la maison de 1935 à 1937. De 1938 à 1946, il est trésorier honoraire du Parti conservateur.
Penny est nommé Freeman de la ville de Londres et officier (1re classe) de l'Ordre le plus honorable de la Couronne de Johor. Il est maître de la Honourable Company of Master Mariners de 1941 à 1945. Il est fait chevalier en 1929, créé baronnet, de Singapour et de Kingston-upon-Thames dans le comté de Surrey, en 1933 et élevé à la pairie comme baron Marchwood, de Penang et de Marchwood dans le comté de Southampton, en 1937. Il est nommé Chevalier Commandeur de l'Ordre royal de Victoria en 1937 et vicomte Marchwood, de Penang et de Marchwood dans le comté de Southampton, lors des honneurs de démission du Premier ministre de 1945. 